# Rosminianos
Os Rosminianos, oficialmente Instituto da Caridade ou Societas a charitate nuncupata, é um instituto religioso Católico Romano fundado por Antonio Rosmini e primeiro organizado em 1828. 
A ordem foi formalmente aprovada pela Santa Sé em 1839, e tomou o nome de "Caridade" como a plenitude da virtude cristã. Seus membros são comumente chamados Padres da Caridade e usam as letras pós-nominais I.C.

## História
Em 1827, o padre Antonio Rosmini encontrou-se com o abade Jean Loewenbruck em Milão, e ambos trocaram as primeiras ideias sobre a fundação de um instituto religioso que deveria contribuir para a promoção e educação do clero. Rosmini iniciou a nova obra em 20 de fevereiro de 1828 no Santuário do Sacro Monte Calvário em Domodossola. Durante uma audiência com o Papa Pio VIII em março de 1829, Rosmini apresentou seu pedido e recebeu aprovação para a fundação da ordem. No outono de 1830, ele iniciou a construção inicial da comunidade religiosa e um ano depois o treinamento religioso pôde começar.
Em 2 de fevereiro de 1831, o Cardeal Bartolomeo Cappellari, grande amigo de Rosmini e promotor do Instituto da Caridade, foi eleito Papa Gregório XVI. Já em março de 1831, o Papa concedeu à comunidade permissão para se tornar uma congregação de direito episcopal por decreto. Em 1835, por sugestão de Carlo Alberto da Sardenha, o papa confiou-lhes a Sacra di San Michele. Em março de 1837, Rosmini submeteu as primeiras regras da ordem ao Papa para aprovação e, em 16 de julho de 1837, a Congregação recebeu o Decretum laudis. Durante o processo de aprovação subsequente, surgiu um problema relacionado à compreensão da pobreza. Rosmini não queria uma renúncia absoluta à propriedade; ele defendia uma forma de propriedade que, no entanto, seria benéfica para a Igreja. Mais uma vez, foi preciso solicitar permissão e, em 20 de dezembro de 1838, Gregório XVI concedeu a aprovação papal para um instituto de vida consagrada. Em 25 de março de 1839, os primeiros padres da ordem fizeram seus votos religiosos. Além disso, cinco membros da ordem, como um quarto e adicional voto, além de pobreza, castidade e obediência, prometeram sua obediência explícita ao Papa em Roma em 22 de agosto. Em uma carta datada de 20 de setembro de 1839, o Papa aprovou os estatutos, as regras da ordem e nomeou Rosmini como o primeiro Superior Geral. Em 1838, o ramo feminino foi fundado como Irmãs da Providência do Instituto da Caridade.
Em 1839 foi fundada uma faculdade para rapazes em Stresa e outra para homens mais velhos em Domodossola em 1873. Rosmini fundou uma casa em Trento, bem como em Rovereto em 1835 e Verona em 1849, mas elas foram fechadas pelo governo austríaco depois de alguns anos. Em 1906, os Rosminianos receberam a responsabilidade da Basílica de San Carlo al Corso, em Roma.
A casa geral e o colégio missionário Rosmini estão localizados na Via Latina, em Roma, em edifícios adjacentes à igreja de San Giovanni a Porta Latina, da qual são responsáveis desde 1938. Eles estão presentes em: Itália, Estados Unidos, Índia, Irlanda, Nova Zelândia, Reino Unido, Tanzânia e Venezuela.

## Escândalos de abuso sexual infantil

### St Michael's Catholic Boarding School, Soni, Tanzânia
Um membro proeminente da ordem do Reino Unido, Kit Cunningham, juntamente com outros três padres rosminianos foram expostos após a morte de Cunningham como pedófilos. Enquanto estava em Soni, Tanzânia, Cunningham perpetrou abuso sexual que fez da escola, de acordo com um aluno, "um inferno sem amor, violento e triste". Outros alunos lembram-se de serem fotografados nus, arrancados da cama à noite para terem os seus órgãos genitais acariciados e outros abusos sexuais. Embora conhecido pelos rosminianos antes da morte de Cunningham em 2010, o abuso só foi publicamente revelado pela mídia em 2011. A ação formal foi lançada por 22 ex-alunos no tribunal civil em Leicester em 20 de março de 2013.

### Grace Dieu Manor Catholic School, Reino Unido
Vítimas de abuso por parte de funcionários da Grace Dieu Manor School, na Inglaterra, também processaram os Rosminianos. O abuso foi catalogado no documentário da BBC Abused: Breaking the Silence.

### Escolas industriais na Irlanda
Os Rosminianos administravam a Escola Industrial St Joseph, Clonmel (conhecida como Ferryhouse) e a Escola Industrial St Patrick, Upton. Ambas foram investigadas pela Comissão para Inquérito ao Abuso Infantil . Como muitas instituições residenciais na Irlanda, após a publicação do relatório Ryan em 2009, Ferryhouse e Upton foram reconhecidas como locais de abuso físico e sexual sistemático de crianças, praticado ao longo de muitos anos. O abuso sexual por membros da ordem religiosa era um problema crônico e era tratado de uma maneira que colocava os interesses da ordem, da instituição e até mesmo do abusador à frente dos interesses das crianças. Os abusadores eram transferidos para outras instituições, colocando as crianças nessas instituições em risco. A ordem Rosminiana estava ciente da natureza criminosa do abuso, mas não o tratava como um crime.

### Desculpas pelo abuso pelo provincial dos Rosminianos ingleses
Em 2011, após a transmissão no Reino Unido do documentário da BBC detalhando o abuso de cerca de 35 meninos por quatro padres Rosminianos na década de 1960, o provincial na Inglaterra, padre David Myers, divulgou um pedido de desculpas pelos atos de abuso e pela resposta inadequada da ordem.

### Acordos
As demonstrações financeiras auditadas para o ano findo em 5 de abril de 2015 relatam sob o título “Custos legais e relacionados à salvaguarda” que “O relatório do ano passado se referiu a reivindicações legais que foram movidas contra a Charity sobre o bem-estar de crianças entre aproximadamente 1940 e 1985. Um acordo foi alcançado em relação a essas reivindicações.” A Charity também era responsável pelos honorários advocatícios dos reclamantes. O assunto teve um impacto significativo nas finanças da Charity com o pagamento de seus custos legais e de acordo totalizando GBP 1.746.523 para o ano.